# Interne-opbrengstvoet
De interne-opbrengstvoet (internal rate of return, IRR) of effectief rendement is een getal, meestal uitgedrukt als percentage, dat het netto rendement per tijdseenheid (meestal per jaar) van de investeringen in een project weergeeft. Het is de opbrengstvoet (ook disconteringsvoet of rekenrente genoemd) waarbij de netto contante waarde van het geheel van kosten en baten nul is. Een project is aantrekkelijk als de interne-opbrengstvoet hoog is.
Dezelfde definitie geeft het effectieve rentepercentage bij sparen en lenen. Bij lenen is juist een lage waarde gunstig. Bij een spaar/leenschema waarbij het saldo een deel van de tijd positief en een deel van de tijd negatief is, is het op basis van stortingen en opnamen uitrekenen van het effectieve rentepercentage minder nuttig, omdat niet eenduidig een hoog of juist een laag percentage gunstig is. Dit geldt analoog voor de interne-opbrengstvoet bij een project waarbij aan het eind, na een periode van baten, nog een periode van lasten komt, zoals bij een kerncentrale en windmolen waarbij kosten moeten worden gemaakt om de installaties op te ruimen. In zulke gevallen kan het zijn dat er meerdere percentages mogelijk zijn, of juist geen enkel, zie de voorbeelden.
Wiskundig is de bepaling van de interne-opbrengstvoet het oplossen van een vergelijking: een lineaire combinatie van machten van 
x = 11 + opbrengstvoet
wordt op nul gesteld. Als de tijdstippen van kosten en baten een geheel aantal jaren na het heden zijn dan is dit een n-degraadsvergelijking in x met n de duur in jaren:
{\displaystyle \sum _{i=0}^{n}a_{i}x^{i}=\sum _{i=0}^{n}a_{i}{\frac {1}{(1+IRR)^{i}}}=0}
Waarin ai de baten (positief) of kosten (negatief) voor dat jaar zijn.
Na het bepalen van de nulpunten x van de polynoom volgt
opbrengstvoet = 1x − 1.
Alleen positieve waarden van x zijn zinvol, omdat alleen deze corresponderen met exponentiële stijging of daling in de tijd van de waarde van de investering.
Als de tijdstippen van kosten en baten niet een geheel aantal jaren na het heden zijn, maar bijvoorbeeld wel een geheel aantal, zeg n, maanden, krijgt men een n-degraadsvergelijking in 
{\displaystyle x=\left({\frac {1}{1+{\text{opbrengstvoet}}}}\right)^{\frac {1}{12}}}
Na het bepalen van de nulpunten x van de polynoom volgt
opbrengstvoet = {\displaystyle x^{-12}-1}.
Voor het oplossen van de n-degraadsvergelijking maakt de periode dus niet uit, alleen moet aan het eind nog omgerekend worden naar jaren.

## Voorbeelden
De kosten bedragen € 100 000 per jaar nu en na 1 en 2 jaar, en de opbrengsten € 40 000 per jaar na 1, 2, ... , 10 jaar.
Er wordt een evenwicht tussen kosten en baten bereikt wanneer:
{\displaystyle 100\,000\left(1+{\frac {1}{1+IRR}}+{\frac {1}{(1+IRR)^{2}}}\right)=}
{\displaystyle =40\,000\left({\frac {1}{1+IRR}}+{\frac {1}{(1+IRR)^{2}}}+\ldots +{\frac {1}{(1+IRR)^{10}}}\right)}
Deze vergelijking kan herleid worden tot een tiendegraadsvergelijking in {\displaystyle x={\frac {1}{1+IRR}}}.

### Voorbeelden zonder oplossing
Voorbeelden zonder oplossing zijn alle gevallen met alleen maar betalingen en geen opbrengst, bijvoorbeeld bij aandelenlease wanneer er aan het eind van de looptijd een restschuld is.
Een ander voorbeeld: men betaalt nu € 100, krijgt na een jaar € 190, en moet na nog een jaar weer € 100 betalen, dus een combinatie van sparen/investeren in het eerste jaar, en een schuld hebben in het tweede. Geen enkel rendementspercentage is van toepassing. Of het percentage nu positief of negatief is, tegenover de twee betalingen zou minstens een opbrengst van € 200 na een jaar moeten staan.

### Voorbeeld met twee oplossingen
In het volgende voorbeeld zijn er twee oplossingen. Men betaalt nu € 100, krijgt na een jaar € 210, en moet na nog een jaar nog € 110 betalen, dus weer een combinatie van sparen/investeren in het eerste jaar en een schuld hebben in het tweede. Er geldt, met {\displaystyle x=1/(1+r)}:
{\displaystyle -100+210x-110x^{2}=0},
een vierkantsvergelijking met als oplossingen:
{\displaystyle x_{1}=1,x_{2}={\frac {1}{1{,}1}}},
dus
{\displaystyle r_{1}=0,r_{2}=0{,}10}.
Dus bij zowel een opbrengstvoet van 0% als van 10% is de netto contante waarde van dit schema 0.